# Mostvægt
En Mostvægt er et måleinstrument, der angiver mostens sukkerindhold. Den hvide most vejes på en særlig vægt lige efter presningen. Ved rød most tages en prøve fra gæringstanken. En mostvægt eller refraktometer anvendes. Målestokken er rent vand, som har en densitet på 1. Jo mere sukker mosten indeholder, jo tungere er den. Man anvender særlige tabeller til at bestemme forholdet mellem alkoholstyrke, sukkerindhold og den præcise vægt. En hvid most kræver 17 gram sukker for at opnå 1 volumenprocent alkohol, hvorimod en rød most kræver 18 gram, hvilket skyldes, at sidstnævnte most rummer flere faste stoffer.